# Ilja Bjakin
Ilja Vladimirovič Bjakin (rusky Илья Владимирович Бякин, * 2. února 1963 v Jekatěrinburku, SSSR) je bývalý ruský hokejový obránce, který odehrál 57 utkání v NHL.

## Reprezentace
V mládežnických kategoriích reprezentoval Sovětský svaz. S týmem do 18 let získal zlato na juniorském mistrovství Evropy 1981, pořádaném v SSSR. Za výběr do 20 let absolvoval rovněž dvě mistrovství světa juniorů – 1982 v USA a Kanadě (4. místo, vybrán do All star týmu) a 1983 v domácím prostředí (zlato, vybrán do All star týmu a vyhlášen nejlepším obráncem).
Debut v národním týmu si odbyl 10.9.1982 v Praze na Poháru Rudého práva proti domácímu ČSSR (4:2). Byl členem zlatého mužstva na olympijských hrách v Calgary 1988. Startoval také na MS 1989 ve Švédsku (zlato), MS 1990 ve Švýcarsku (zlato) a MS 1991 ve Finsku (bronz). Celkem za Sovětský svaz odehrál 109 utkání a nastřílel 21 branek.
Po rozpadu SSSR hrál třikrát na mistrovství světa za Rusko - v letech 1992 v Československu (5. místo), 1993 v Německu (zlato) a 1994 v Itálii (5. místo).

### Reprezentační statistiky
| 1981                 | SSSR 18              | ME 18                | 5  | 0  | 1  | 1  | 8  |
| 1982                 | SSSR 20              | MS 20                | 7  | 0  | 4  | 4  | 10 |
| 1983                 | SSSR 20              | MS 20                | 7  | 1  | 5  | 6  | 6  |
| 1988                 | SSSR                 | OH                   | 8  | 1  | 4  | 5  | 4  |
| 1989                 | SSSR                 | MS                   | 9  | 0  | 2  | 2  | 4  |
| 1990                 | SSSR                 | MS                   | 10 | 0  | 3  | 3  | 8  |
| 1991                 | SSSR                 | MS                   | 10 | 2  | 1  | 3  | 4  |
| 1992                 | Rusko                | MS                   | 16 | 3  | 1  | 4  | 2  |
| 1993                 | Rusko                | MS                   | 8  | 3  | 4  | 7  | 6  |
| 1994                 | Rusko                | MS                   | 6  | 2  | 3  | 5  | 2  |
| Mistrovství světa 6× | Mistrovství světa 6× | Mistrovství světa 6× | 49 | 10 | 14 | 24 | 26 |
| Olympijské hry 1×    | Olympijské hry 1×    | Olympijské hry 1×    | 8  | 1  | 4  | 5  | 4  |

## Kariéra
V mužské kategorii si poprvé zahrál v ročníku 1979/80, když nastoupil k pěti utkáním ve 4. lize za Kolos Kargapolje. V letech 1980–83 hrál 2. ligu za mateřský Avtomobilist Sverdlovsk. V nejvyšší sovětské soutěži se objevil poprvé jako hráč HC Spartak Moskva, kde působil tři roky. V letech 1986–1990 hrál opět za Avtomobilist, kterému v první sezoně pomohl k postupu do první ligy. Sezonu 1990/91 oblékal dres HC CSKA Moskva.
Od roku 1991 působil v zahraničí – v SC Rapperswil-Jona ve druhé švýcarské lize (1991/92, netradičně na pozici útočníka) a EV Landshut v německé lize (1992/93). V roce 1993 byl draftován do NHL klubem Edmonton Oilers, v jehož organizaci odehrál ročník 1993/94. Před následující sezonou podepsal jako volný hráč smlouvu se San Jose Sharks, ale i zde strávil pouze rok. Dvě sezony pak působil ve švédské lize, konkrétně v Malmö IF. Sezonu 1997/98 odehrál v nižší zámořské IHL za Las Vegas Thunder a San Antonio Dragons.
Závěr kariéry strávil v ruské superlize, kde hájil barvy Spartaku Moskva (1998/99), Lada Togliatti (1999-2001), HC CSKA Moskva (2001-2003) a Avangard Omsk (2003). V posledním aktivním ročníku 2003/04 pomohl týmu Junosť Minsk k mistrovskému titulu v běloruské lize.

## Statistika
- Debut v NHL (a zároveň první gól) – 6. listopadu 1993 (St. Louis Blues – EDMONTON OILERS) – gól a dvě asistence

| Sezona     | Klub                       | Soutěž     | Základní část | Základní část | Základní část | Základní část | Základní část | Play off | Play off | Play off | Play off | Play off |
| Sezona     | Klub                       | Soutěž     | Z             | G             | A             | B             | TM            | Z        | G        | A        | B        | TM       |
| ---------- | -------------------------- | ---------- | ------------- | ------------- | ------------- | ------------- | ------------- | -------- | -------- | -------- | -------- | -------- |
| 1979/80    | Kolos Kargapolje           | SSSR-4     | 5             | 1             | —             | —             | —             | —        | —        | —        | —        | —        |
| 1980/81    | Avtomobilist Sverdlovsk    | SSSR-2     | 50            | 5             | —             | —             | —             | —        | —        | —        | —        | —        |
| 1981/82    | Avtomobilist Sverdlovsk    | SSSR-2     | 54            | 11            | —             | —             | —             | —        | —        | —        | —        | —        |
| 1982/83    | Avtomobilist Sverdlovsk    | SSSR-2     | 53            | 12            | —             | —             | —             | —        | —        | —        | —        | —        |
| 1983/84    | Spartak Moskva             | SSSR       | 44            | 9             | 12            | 21            | 26            | —        | —        | —        | —        | —        |
| 1984/85    | Spartak Moskva             | SSSR       | 46            | 7             | 11            | 18            | 56            | —        | —        | —        | —        | —        |
| 1985/86    | Spartak Moskva             | SSSR       | 34            | 8             | 7             | 15            | 41            | —        | —        | —        | —        | —        |
| 1986/87    | Avtomobilist Sverdlovsk    | SSSR-2     | 28            | 11            | 7             | 18            | 28            | 2        | 1        | 0        | 1        | 0        |
| 1987/88    | Avtomobilist Sverdlovsk    | SSSR       | 30            | 10            | 10            | 20            | 37            | —        | —        | —        | —        | —        |
| 1988/89    | Avtomobilist Sverdlovsk    | SSSR       | 40            | 11            | 9             | 20            | 53            | —        | —        | —        | —        | —        |
| 1989/90    | Avtomobilist Sverdlovsk    | SSSR       | 27            | 14            | 5             | 19            | 20            | —        | —        | —        | —        | —        |
| 1990/91    | CSKA Moskva                | SSSR       | 29            | 4             | 7             | 11            | 20            | —        | —        | —        | —        | —        |
| 1991/92    | SC Rapperswil-Jona         | SWI-2      | 36            | 27            | 42            | 69            | 36            | 10       | 10       | 12       | 22       | 15       |
| 1992/93    | EV Landshut                | GER        | 44            | 12            | 19            | 31            | 43            | 6        | 5        | 6        | 11       | 6        |
| 1993/94    | Edmonton Oilers            | NHL        | 44            | 8             | 20            | 28            | 28            | —        | —        | —        | —        | —        |
|            | Cape Breton Oilers         | AHL        | 12            | 2             | 9             | 11            | 8             | —        | —        | —        | —        | —        |
| 1994/95    | Avtomobilist Jekatěrinburg | RUS        | 4             | 3             | 2             | 5             | 14            | —        | —        | —        | —        | —        |
| 1994/95    | San Jose Sharks            | NHL        | 13            | 0             | 5             | 5             | 14            | —        | —        | —        | —        | —        |
|            | Kansas City Blades         | IHL        | 1             | 0             | 2             | 2             | 0             | 16       | 4        | 10       | 14       | 43       |
| 1995/96    | Malmö IF                   | SWE        | 36            | 10            | 15            | 25            | 52            | 3        | 1        | 0        | 1        | 34       |
| 1996/97    | Malmö IF                   | SWE        | 47            | 11            | 14            | 25            | 78            | 4        | 0        | 1        | 1        | 0        |
| 1997/98    | San Antonio Dragons        | IHL        | 6             | 0             | 1             | 1             | 10            | —        | —        | —        | —        | —        |
|            | Las Vegas Thunder          | IHL        | 52            | 3             | 7             | 10            | 40            | —        | —        | —        | —        | —        |
| 1998/99    | Spartak Moskva             | RUS        | 21            | 3             | 6             | 9             | 24            | —        | —        | —        | —        | —        |
| 1999/00    | Lada Togliatti             | RUS        | 37            | 9             | 13            | 22            | 83            | 7        | 0        | 2        | 2        | 18       |
| 2000/01    | Lada Togliatti             | RUS        | 35            | 1             | 3             | 4             | 54            | 5        | 0        | 0        | 0        | 6        |
| 2001/02    | CSKA Moskva                | RUS        | 20            | 1             | 9             | 10            | 12            | —        | —        | —        | —        | —        |
| 2002/03    | CSKA Moskva                | RUS        | 27            | 1             | 6             | 7             | 16            | —        | —        | —        | —        | —        |
|            | Avangard Omsk              | RUS        | 15            | 0             | 1             | 1             | 12            | 1        | 0        | 0        | 0        | 0        |
|            | Avangard Omsk B            | RUS-3      | 1             | 0             | 1             | 1             | 2             | —        | —        | —        | —        | —        |
| 2003/04    | Junosť Minsk               | BLR        | 27            | 8             | 14            | 22            | 34            | 10       | 2        | 2        | 4        | 8        |
| Celkem NHL | Celkem NHL                 | Celkem NHL | 57            | 8             | 25            | 33            | 44            | —        | —        | —        | —        | —        |

pozn: v kolonce play off je u ročníku 1991/92 uvedena bilance ze skupiny o udržení

## Trenér
V úvodu sezony 2011/12 vedl v Kontinentální hokejové lize celek Avtomobilist Jekatěrinburg, ale byl již v listopadu odvolán.

## Zajímavost
Syn Michail (narozen 1997) je mládežnický reprezentant Ruska. Kromě něj má Bjakin ještě dvě dcery.